# Messerschmitt Me 209
Messerschmitt Me 209, Me 109R (oznaczenie propagandowe) – niemiecki samolot rekordowy, zaprojektowany do pobicia światowego rekordu szybkości. Rekord uzyskany 26 kwietnia 1939 na egzemplarzu V-1 wynosił 755,138 km/h. Został ustanowiony przez pilota Fritza Wendla.

## Historia

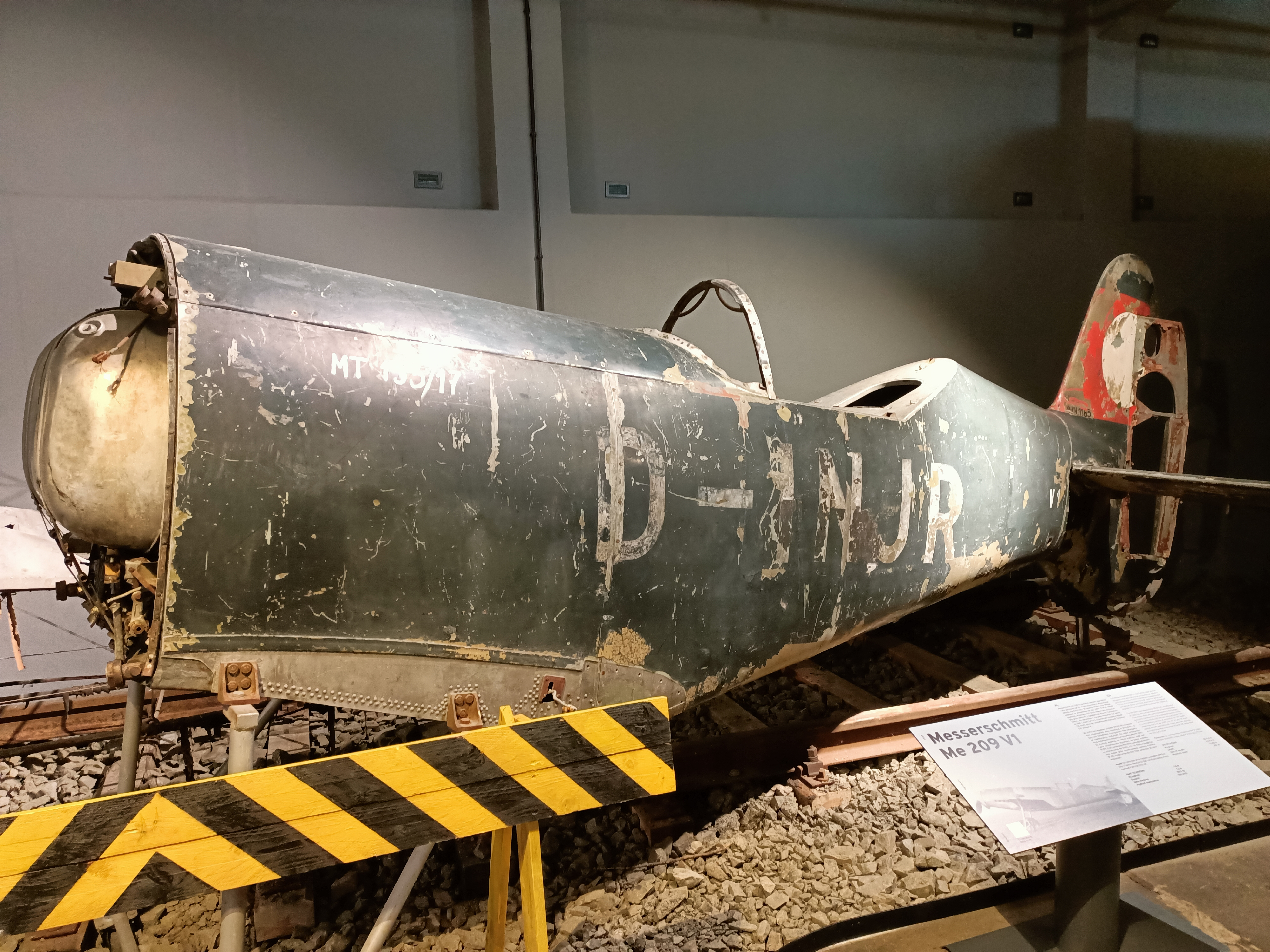
Me 209 w Muzeum Lotnictwa Polskiego w Krakowie

Pod koniec lat 30. XX wieku pomiędzy brytyjskimi, niemieckimi i włoskimi konstruktorami trwała zacięta walka o stworzenie samolotu, który ustanowiłby absolutny rekord prędkości maksymalnej. W wyniku tej rywalizacji w 1937 w zakładach Messerschmitt rozpoczęto pracę nad samolotem oznaczonym jako projekt 1059. Ministerstwo Lotnictwa Rzeszy (RLM) nadało mu oznaczenie Me 209.
Pierwszy prototyp samolotu Me 209 V1 został skonstruowany w czerwcu 1938. Model był wyposażony w silnik Daimler-Benz DB 601. Głównym celem samolotu było osiągnięcie jak największej prędkości, dlatego był on pozbawiony większości wyposażenia.
Prototyp Me 209 V1 został przetestowany po raz pierwszy przez dr. inż. Hermana Wurstera na fabrycznym lotnisku Messerschmitta w Augsburgu dnia 1 sierpnia 1938. Nagła zmiana temperatury silnika zmusiła pilota do szybkiego lądowania. Podczas następnych prób wykryto między innymi nierówną pracę silnika, jego przegrzewanie się, przenikanie spalin do kabiny pilota, niedostateczną widoczność z kabiny pilota na ziemi.
Prototyp Me 209 V2 powstał, by wyeliminować większość wad poprzednika. Niestety i on posiadał poważne wady i uległ katastrofie podczas jednego z lotów.
W międzyczasie Hans Dieterle na konkurencyjnym Heinklu He 100 V8 ustanowił rekord prędkości wynoszący 746 km/h. 26 kwietnia 1939 Fritz Wendel pilotujący Me 209 V1 wyposażony w silnik DB 601 ARJ osiągnął 755 km/h i ustanowił nowy rekord.
Ministerstwo Propagandy Rzeszy we wszystkich dokumentacjach używało nazwy Me 109R w celach propagandowych. Miało to sugerować, że konstrukcja jest modyfikacją seryjnego myśliwca, a nie zupełnie nową maszyną.
Następny prototyp Me 209 V3 został oblatany w maju 1939. Me 209 V3 był używany wyłącznie w testach. Prototyp Me 209 V4 został zbudowany na początku wiosny, a jego pierwszy lot odbył się w maju 1939. Me 209 V4 to Me 209 V1, ale dostosowany do wojskowych wymogów wraz z brakującym wyposażeniem.

### Odnalezienie Me 209 V1 w Polsce
Jeden z samolotów Messerschmitt Me 209 V1 został odnaleziony na złomowisku koło Czarnkowa. Samolot najpierw trafił do Okręgowej Składnicy Lotniczej w Gądkach pod Poznaniem, a następnie był przechowywany w magazynach w Pilawie i Wrocławiu, skąd w 1963 trafił do Muzeum Lotnictwa Polskiego w Krakowie.